# Grêmio Esportivo Catanduvense
Grêmio Esportivo Catanduvense was een Braziliaanse voetbalclub uit Catanduva, in de deelstaat São Paulo.

## Geschiedenis
De club werd opgericht in 1970, twee jaar nadat Catanduva EC ontbonden werd. De club ging van start in de tweede klasse van het Campeonato Paulista met blauw-witte clubkleuren. Al in het twee seizoen werd de club derde. In 1974 werd de club zelfs kampioen, maar dat jaar was er geen promotie naar de hoogste klasse. Het volgende jaar verloor de club de finale om de titel tegen Santo André. Ook in 1980 speelde de club om de titel, maar verloor deze nu van São José. Intussen was er wel weer promotie, maar enkel de kampioen promoveerde rechtstreeks. Catanduvense speelde tegen de voorlaatste uit de hoogste klasse voor een plaats in de hoogste klasse, maar verloor deze van Francana. In 1988 verloor de club opnieuw de finale, nu van Bragantino, echter promoveerde de club nu wel naar de hoogste klasse. De club eindigde in de lagere middenmoot, maar mocht dat jaar wel nationaal voetbal spelen in de Série B en werd samen met Botafogo FC eerste in de groepsfase en verloor dan in de tweede fase van Bragantino.
Het volgende seizoen eindigde de club op een degradatieplaats, maar omdat de competitie uitgebreid werd naar 28 clubs werden ze gered van degradatie. Ook in 1992 eindigde de club laatste, maar werd opnieuw gered door uitbreiding van de competitie. Ook in 1993 werd de club laatste en deze keer degradeerden maar liefst veertien clubs omdat het aantal clubs werd teruggebracht naar zestien. Intussen zat de club zwaar in de schulden en werd na dit seizoen ontbonden.
In 1999 werd CA Catanduvense opgericht dat in 2004 de naam Grêmio Catanduvense de Futebol aannam.